# De grappenmaker
De grappenmaker (Engels: Jokester) is een sciencefictionverhaal van Isaac Asimov. Het werd voor het eerst gepubliceerd in Infinity Science Fiction en verscheen in daarna nog in enkele ander verhalenbundels van de schrijver. In Nederland is het vermoedelijk alleen verkrijgbaar via de in 1964 verschenen bundel Sciencefictionverhalen 3. Het verhaal gaat over het opkomende computertijdperk.
Noel Meyerhof is een computerwetenschapper. Hij doet samen met een analist en ambtenaar onderzoek naar het ontstaan van grappen. Hij is zelf een grappenmaker; er gaan dan ook het verhaal rond, dat hij als in zichzelf gekeerd wetenschapper alleen door zijn grapjes geaccepteerd wordt. Voor dat onderzoekt spreekt hij talloze anekdotes en grappen in, in de supercomputer (van Asimov) Multivac. Hij was bij zichzelf te raden gegaan met de vraag waar al die grapjes toch vandaan kwamen. Hij kwam daarin niet verder dan: Ik heb gisteren zo’n goede mop gehoord” etc., de meest gebruikte beginzin bij een mop. Nadat hij een behoorlijke hoeveelheid grappen in de computer, laat hij het apparaat onderzoeken waar ze vandaan komen en wat de invloed op de mensheid is als zij het antwoord op de ontstaansgeschiedenis is achterhaald. Multivac kan maar tot één conclusie komen; grappen zijn afkomstig van buitenaardsen. Zij bestuderen al lang de mensheid op aarde en doet dat aan de hand van hoe mensen reageren op humor. De drie komen er aldus achter dat de mensheid gebruikt wordt als proefdier. Ze verschillen dus niet zoveel van ratten die in een doolhof worden gezet om te bestuderen hoe ze bij hun voedsel komen. De drie wetenschappers zijn bang, dat als dit bekend wordt de mensheid meteen humor achterwege zal laten, voor hun drieën is een grap direct niet grappig meer. 